# 33.ª Calle Suroeste
La 33.ª Calle Suroeste es una vía del cuadrante suroeste de Managua, Nicaragua. Atraviesa barrios como Hialeah, El Recreo y Colonia Argüello.

## Trazado
Inicia en la intersección con la 2.ª Avenida Suroeste en el barrio Jonathan González. Cruza vías principales como la NIC-1 y la Avenida Naciones Unidas, además de conectar con importantes avenidas como la 17.ª Avenida Suroeste y la 31.ª Avenida Suroeste, hasta finalizar en la 50.ª Avenida Suroeste en Colonia Argüello.

## Intersecciones principales
- NIC-1 – vía nacional hacia el occidente del país
- Av. Naciones Unidas – arteria urbana que conecta con Plaza España
- 17.ª Avenida Suroeste – conexión local hacia zonas residenciales
- 31.ª Avenida Suroeste y 50.ª Avenida Suroeste – tramos finales del eje urbano

## Barrios que atraviesa
- Hialeah
- El Recreo
- Colonia Argüello

## Coordenadas
12°8′35″N 86°17′30″O / 12.14306, -86.29167